# Listă de actrițe - Y
|  | Listă de actrițe \| \| Listă de actrițe - Y \| Liste alfabetice de actori și actrițe \| Listă de actori A - B - C - D - E - F - G - H - I - J - K - L - M - N - O - P - Q - R - S - T - U - V - W - X - Y - Z |

## Actrițe - Y
| - Michelle Yeoh - Susannah York (* 1941) | - Loretta Young (1913 - 2000) - Sean Young (* 1959) | - Lucille Younge |

## Actori
|  | Listă de actori \| \| Listă de actrițe \| Liste alfabetice de actori și actrițe \| Listă de actori A - B - C - D - E - F - G - H - I - J - K - L - M - N - O - P - Q - R - S - T - U - V - W - X - Y - Z |